# عبدالمجید الظلمی
عبدالمجید الظلمی (انگلیسی: Abdelmajid Dolmy؛ زادهٔ ۱۹ آوریل ۱۹۵۳ - درگذشته ۲۷ ژوئیهٔ ۲۰۱۷) بازیکن سابق فوتبال اهل مراکش بود.
وی از سال ۱۹۷۳ تا ۱۹۸۸ در تیم ملی فوتبال مراکش حضور داشته و عضو این تیم در جام جهانی فوتبال ۱۹۸۶ بوده است.